# Шаско
Шаско (Ша́сское о́зеро) — ледниковое озеро в восточной части Черногории, второе по величине в стране после Скадарского озера. Названо по расположенному поблизости древнему городу Шас (Свач). 
Площадь водной поверхности озера составляет около 3,7 км², но во время половодья может увеличиваться до 5,5 км².
Шасское озеро находится в 10 км к северо-востоку от города Улцинь в горной котловине, высота над уровнем моря составляет 1 метр.
На северном и восточном берегах озера имеются густые заросли камышей, которые служат убежищем более чем 200 видам перелетных птиц. В воде озера встречаются более 20 видов рыб.